# 완단향

완단 향의 위치

완단향(한국어: 만단향, 중국어: 萬丹鄉, 병음: Wàndān Xiāng)은 중화민국 핑둥 현의 향이다. 넓이는 57.4679km2이고, 인구는 2015년 8월 기준으로 51,825명이다.

## 지리
완단 향은 핑둥 현 북서부, 핑둥 평원에 위치하고 향내의 지세는 평탄하다. 북쪽으로 핑둥 시, 주톈 향, 남쪽으로 신위안 향, 컨딩 향과 접한다.